# Andrea G. Pinketts
Andrea G. Pinketts, pseudonimo di Andrea Giovanni Rodolfo Pinchetti (Milano, 12 agosto 1960 – Milano, 20 dicembre 2018), è stato uno scrittore, giornalista e personaggio televisivo italiano.
Vincitore di premi letterari, tra i quali spiccano due edizioni del Mystfest e il premio Scerbanenco, ha alternato la carriera di scrittore a quella di giornalista, conducendo inchieste per riviste. Celebri i suoi reportage per Esquire e Panorama grazie ai quali ha, tra le altre cose, contribuito all'arresto di alcuni camorristi nella cittadina di Cattolica, a smontare la bufala mediatica del processo ai Bambini di Satana a Bologna e a suggerire il profilo di Luigi Chiatti, detto il "mostro di Foligno".
Secondo quanto amava dichiarare la «G.» presente nella firma non sarebbe l'iniziale di alcun nome ma l'avrebbe inserita lui stesso fra nome e cognome e starebbe per «Genio». Tuttavia dall'albo dei giornalisti dell'ordine della Lombardia (al quale era iscritto come pubblicista dal 26 settembre 1988) risulta che il nome di Pinketts sia Andrea Giovanni Pinchetti. I registri cimiteriali milanesi rivelano in seguito un terzo nome: Rodolfo.

## Biografia

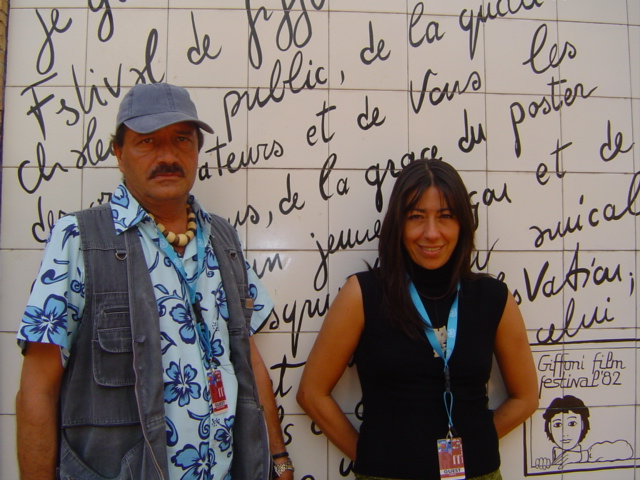
Andrea G. Pinketts e la compagna

Nato a Milano in zona Porta Vittoria, sin da bambino piccolo si trasferisce in zona Lorenteggio a causa di un trasferimento di lavoro della madre (che lavorava nel sociale); frequenta le scuole elementari di via Massaua (il suo maestro apparirà poi in un suo racconto col nome fittizio di Terulli); molto attaccato alla vita del quartiere cresce tra i bulli e i bar della zona, da piazza Tripoli al Giambellino, da Lorenteggio a piazza Bolivar, frequentando assiduamente locali e discoteche dell'area.
È autore di molti romanzi in bilico tra noir e grottesco, molti dei quali incentrati sulla figura di Lazzaro Santandrea, suo alter ego e protagonista di bizzarre avventure nella Milano contemporanea. La sua peculiare prosa, contraddistinta da un uso del linguaggio originale e dissacrante, ha attirato l'attenzione della critica, che lo ha definito uno scrittore "post-moderno". Viene citato da Aldo Nove in Superwoobinda, insieme ad altri scrittori facenti parte del gruppo letterario Cannibali, titolo di cui anche Pinketts si è fregiato, anche per aver partecipato all'antologia di racconti Gioventù cannibale. Nel 1987 ha recitato nel film Via Montenapoleone, con la regia di Carlo Vanzina, interpretando il ruolo di un giornalista collaboratore di Luca Barbareschi.
Nel 2004 ha scritto per il teatro il musical Orco Loco, interpretato da Francesco Baccini. Pinketts è stato pugile, fotomodello (nel 1986 è testimonial per una campagna pubblicitaria per Armani) e ha svolto anche il ruolo di opinionista in trasmissioni televisive. Nel 2006 partecipa alla prima edizione del reality La pupa e il secchione in veste di giurato, sostituendo per due puntate Vittorio Sgarbi allontanato dal programma a causa di un alterco con Alessandra Mussolini. Nel 2006 ha interpretato se stesso nel cortometraggio ZEROZERO, diretto dal regista Andrea W. Castellanza, in cui battaglia a colpi di penna con uno dei suoi personaggi. Dal dicembre 2008 al luglio 2014 scrive per la versione italiana di Playboy.
Nel gennaio 2011 è stato inviato, al fianco di Daniele Bossari (suo amico, e collega), Marco Berry e Melissa P., nella quarta edizione del programma Mistero in onda su Italia 1, condotto da Raz Degan. Anche nel 2012 continua la collaborazione con la trasmissione Mistero, dove con lui sono ancora presenti Berry, Bossari e la new entry Jane Alexander. È ospite e premiatore, dall'edizione 2013, della rassegna letteraria "Scrivi l'amore-Premio Mario Berrino", promossa dal comune di Ispra. I suoi libri sono tradotti in diversi Paesi. Nel 2014 scrive la prefazione del romanzo "Il paradosso di Pancrazio" di Luigi Pistillo ed. Mursia. Nello stesso anno scrive le note di copertina per i Romanzi "Fragili sogni" e "Il gioco della verità", della trilogia "La pioggia e il buio" di Alan Magnetti. Nel 2015 scrive la nota di copertina del romanzo "Un'altra vita", ultimo libro della trilogia "La pioggia e il buio" di Alan Magnetti.
È morto il 20 dicembre 2018 all'età di 58 anni all'ospedale Niguarda Ca' Granda, a causa di un tumore alla gola. Negli ultimi mesi di vita, sul proprio canale YouTube, con un Video blog aveva raccontato la malattia che lo aveva colpito. Dopo i funerali nella basilica di Sant'Eustorgio, situata accanto al suo bar-ufficio "Le Trottoir", viene cremato. Le ceneri sono state poste in una celletta del cimitero monumentale di Milano.

## Opere

### Le indagini di Lazzaro Santandrea
- Lazzaro, vieni fuori [12] (M. M., 1992 - Feltrinelli, 1997 - RCS, 2014 - Youcanprint, 2020 - HarperCollins, 2023)
- Il vizio dell'agnello (Feltrinelli, 1994 - Youcanprint, 2021 - HarperCollins, 2023)
- Il senso della frase (Feltrinelli, 1995 - HarperCollins, 2023)
- Il conto dell'ultima cena [13] (Mondadori, 1998)
- L’assenza dell’assenzio (Mondadori, 1999 - HarperCollins, 2023)
- E chi porta le cicogne? (EL, 1999)
- Fuggevole turchese (Mondadori, 2001 - HarperCollins, 2024)
- Nonostante Clizia (Mondadori, 2003 - HarperCollins, 2024)
- Ho fatto giardino (Mondadori, 2006)
- Depilando Pilar (Mondadori, 2011)
- La capanna dello zio Rom (Mondadori, 2016)

### Altre opere
- Laida Odius (con Maurizio Rosenzweig) (Phoenix, 1995 - BD, 2005)
- Io, non io, neanche lui [14] (Feltrinelli, 1996 - HarperCollins, 2024)
- L'enciclopedia dei serial killer (4 volumi) (Flamingo, 1997)
- Un saluto ai ricci (con Silvia Noto) (Banders, 1999)
- Il dente del pregiudizio (Mondadori, 2000 - HarperCollins, 2024)
- Sangue di yogurt (Mondadori, 2002 - Lastaria, 2017)
- I vizi di Pinketts (BD, 2004)
- L'ultimo dei neuroni (Mondadori, 2005)
- La fiaba di Bernadette che non ha visto la Madonna (Il Filo, 2008)
- E l'allodola disse al gufo: «Io sono sveglia e tu?» (con Laura Avalle) (Europa Edizioni, 2012)
- Mi piace il Bar (Barbera, 2013 - Barney, 2015 - Melville, 2018)
- Ho una tresca con la tipa nella vasca (Mondadori, 2014)
- E dopo tanta notte strizzami le occhiaie (Mondadori, 2019)

## Televisione
- La pupa e il secchione (2006) - giurato
- Mistero (2011-2014) - inviato
- The Lady 2 - L'odio passionale (2016) - cameo

## Premi letterari
- 1984 Mystfest di Cattolica col racconto "Ah sì? E io lo dico a Pinketts!"·
- 1989 Mystfest di Cattolica col racconto "Il punto di vista del licantropo"·
- 1990 Mystfest di Cattolica col racconto "E l'anatra diventò farfalla"·
- 1991 "Una remington sulla strada" per il miglior giornalista investigativo italiano·
- 1992 Premio "Blockbuster" col racconto "Caccia grossa per le Sguinzi sisters"·
- 1995 Noir in Festival di Courmayeur col romanzo "Il senso della frase"·
- 1996 Prima edizione Premio Scerbanenco di Lignano Sabbiadoro col racconto "Come dire fischia"·
- 1997 Premio "Rancho comancho" a Tabiano terme col romanzo "Lazzaro, vieni fuori"·
- 1999 Noir in Campione a Campione d'Italia col romanzo "L'assenza dell'assenzio"·
- 2001 Premio "Le ali di Giorgio - la continuità di Scerbanenco" col romanzo "Fuggevole turchese"·
- 2001 Premio "Torre di Castruccio" a Massa Carrara col romanzo "Fuggevole turchese"·
- 2002 Premio "Le ali di Giorgio - la continuità di Scerbanenco" (seconda edizione) col romanzo "Sangue di yogurt"·
- 2003 Premio "Priapo d'oro" a Siracusa nell'ambito della rassegna "Giallo Mediterraneo" col romanzo "Nonostante Clizia"·
- 2006 Premio "Giovane lettura" a Pagani (SA)·
- 2006 Premio internazionale "Le muse" a Firenze - quarantunesima edizione - nel simbolo della MUSA TALIA·
- 2006 Medaglia d'onore dell'Assemblée nationale de la République française per meriti artistici e culturali.